# Onitis viridulus
Onitis viridulus es una especie de escarabajo del género Onitis, familia Scarabaeidae. Fue descrita científicamente por Boheman en 1857.
Se distribuye por la región afrotropical. Habita en Gambia, República Democrática del Congo, Uganda, Etiopía, Kenia, Ruanda, Tanzania, Malaui, Mozambique, Namibia, República de Sudáfrica (Cabo Norte, Gauteng, Mpumalanga, KwaZulu, Limpopo) y Arabia Saudita. Especie introducida en Australia.